# Евреинът Зюс (филм, 1940)
Вижте пояснителната страница за други значения на Евреинът Зюс.
Евреинът Зюс (на немски: Jud Süß) е исторически филм за евреина Зюс Опенхаймер, създаден през 1940 година в Третия райх.

## Сюжет
В този филм Зюс Опенхаймер е представен като конспиративен и амбициозен евреин, който се домогва до поста ковчежник на херцога на Вюртемберг, като засипва продажния благородник със съкровища и обещания за по-големи богатства. Когато планът на евреина става все по-сложен, а действията му – все по-нагли, херцогството почти е стигнало до гражданска война. Склонен от евреина, херцогът за малко да наруши конституцията с отмяна на забраната евреи да живеят в Щутгарт. Но когато херцогът внезапно умира от инфаркт, съветът на старейшините дава под съд Зюс Опенхаймер, и го осъжда на смърт заради полов акт с жена, изповядваща християнството.